# Ajain
Ajain – miejscowość i gmina we Francji, w regionie Nowa Akwitania, w departamencie Creuse.
Według danych na rok 1990 gminę zamieszkiwały 982 osoby, a gęstość zaludnienia wynosiła 30 osób/km² (wśród 747 gmin Limousin Ajain plasuje się na 131. miejscu pod względem liczby ludności, natomiast pod względem powierzchni na miejscu 142.).